# Гай Квинкций Керт Поблиций Марцел
Вижте пояснителната страница за други личности с името Гай Квинкций.
Гай Квинкций Керт Поблиций Марцел (на латински: Gaius Quinctius Certus Poblicius Marcellus; Publicius) е политик и сенатор на Римската империя през 2 век.

## Биография
Произлиза от фамилията Квинкции.
През 120 г. той е суфектконсул заедно с Луций Рутилий Пропинквий. През 121 г. той става авгур.